# Estructura de las Autodefensas Unidas de Colombia
La Estructura de las Autodefensas Unidas de Colombia (AUC) activas  como grupo paramilitar entre 1997 y 2006, cuando se desmovilizan, conformadas por 40 estructuras (Bloques y frentes principales), de las cuales 34 se desmovilizanparticipando desde su creación y hasta su desmovilización del conflicto armado interno de Colombia.

## Evolución histórica de las AUC

### Fundación
El  El 18 de abril de 1997, los hermanos Carlos y Vicente Castaño reunidos con otros paramilitares del resto del país fundan las Autodefensas Unidas de Colombia (AUC), para agrupar los distintos grupos paramilitares existentes en Colombia en una estructura federada que llegó a tener 30.000 combatientes.Su aparición coincidió a finales del gobierno de Ernesto Samper con el fin de las Cooperativas de vigilancia y seguridad privada para la defensa agraria (Convivir).

## Organización militar

### Estructuras principales

#### Estructuras de las AUC
- Autodefensas Campesinas de Córdoba y Urabá (ACCU)
- Bloque Central Bolívar (BCB)
- Autodefensas Campesinas del Magdalena Medio (ACMM)
- Anillos de Seguridad (AS)

#### Estructuras paramilitares que no se integraron a las AUC
- Alianza Oriente (AO)
- Estructuras Independientes (EI)

## Principales miembros de la organización
| Alias                                        | Nombre                           | Imagen | Bloque                                                                         | Notas |
| -------------------------------------------- | -------------------------------- | ------ | ------------------------------------------------------------------------------ | ----- |
| El Comandante                                | Carlos Castaño                   |        | Autodefensas Campesinas de Córdoba y Urabá (ACCU)                              |       |
| El Profe                                     | Vicente Castaño                  |        | Autodefensas Campesinas de Córdoba y Urabá (ACCU)                              |       |
| Mono Mancuso, Santander Lozada o Triple Cero | Salvatore Mancuso                |        | Autodefensas Campesinas de Córdoba y Urabá (ACCU)                              |       |
| Ernesto Báez                                 | Iván Roberto Duque               |        | Bloque Central Bolívar                                                         |       |
| Don Berna                                    | Diego Fernando Murillo           |        | Bloque Cacique Nutibara, Bloque Pacífico, Frente Héroes de Tolova              |       |
| Sebastián o El Iguano                        | Jorge Iván Laverde Zapata        |        | Bloque Catatumbo                                                               |       |
| Camilo o El Monstruo del Catatumbo           | Armando Alberto Pérez Betancourt |        | Bloque Catatumbo                                                               |       |
|                                              | Ramón Isaza                      |        | Autodefensas Campesinas del Magdalena Medio                                    |       |
| El Águila                                    | Luis Eduardo Cifuentes           |        | Autodefensas de Cundinamarca                                                   |       |
| Chepe Barrera                                | José María Barrera               |        | Autodefensas Campesinas del Sur del Magdalena e Isla de San Fernando (ACSMISF) |       |
|                                              | Miguel Arroyave                  |        | Bloque Centauros y Bloque Capital                                              |       |
| René’ o ‘René Cárdenas Galeano’              | Luis Hernando Méndez Bedoya      |        | Bloque Centauros                                                               |       |
| HH                                           | Ever Veloza                      |        | Bloque Calima                                                                  |       |
| 'El Cura'                                    | Elkin Casarrubia Posada          |        | Bloque Calima                                                                  |       |
| 'Don Alex'                                   | Juan Mauricio Aristizabal        |        | Bloque Calima                                                                  |       |
| Doble Cero o Rodrigo                         | Carlos Mauricio García           |        | Bloque Metro                                                                   |       |
| Cuco Vanoy                                   | Ramiro Vanoy                     |        | Bloque Mineros                                                                 |       |
|                                              | Hernán Giraldo Serna             |        | Frente Resistencia Tayrona                                                     |       |
| Pablo Sevillano                              | Guillermo Pérez Alzate           |        | Bloque Libertadores del Sur                                                    |       |
| Macaco                                       | Carlos Mario Jiménez             |        | Bloque Central Bolívar                                                         |       |
|                                              | John Santamaría                  |        | Bloque Héroes de Granada                                                       |       |
| Botalón o Arnubio Triana                     | Víctor Rafael Triana Arias       |        | Autodefensas Campesinas de Puerto Boyacá                                       |       |

## Bloques, frentes y estructuras de las AUC
| Estructura Principal                               | Divisiones                                                                       | Zonas de actividades                                                   | Comandantes | Desmovilización      | Desmovilización |
| Estructura Principal                               | Divisiones                                                                       | Zonas de actividades                                                   | Comandantes | Año                  | Efectivos       |
| -------------------------------------------------- | -------------------------------------------------------------------------------- | ---------------------------------------------------------------------- | --- | -------------------- | --------------- |
| Autodefensas Campesinas de Córdoba y Urabá (ACCU)  | Autodefensas Campesinas del Sur del Magdalena e Isla de San Fernando (ACSMISF)   | Magdalena                                                              | José María Barrera Chepe Barrera                                                                                             | 2004                 | 47              |
| Autodefensas Campesinas de Córdoba y Urabá (ACCU)  | Bloque Cacique Nutibara                                                          | Antioquia.                                                             | Diego Fernando Murillo Don Berna                                                                                             | 2003                 | 873             |
| Autodefensas Campesinas de Córdoba y Urabá (ACCU)  | Bloque Catatumbo                                                                 | Norte de Santander Región del Catatumbo                                | Salvatore Mancuso Jorge Iván Laverde Zapata,Sebastián o El Iguano Alberto Pérez Betancur, Camilo o El Monstruo del Catatumbo | 2004                 | 1.437           |
| Autodefensas Campesinas de Córdoba y Urabá (ACCU)  | Bloque Centauros Frente Guaviare                                                 | Meta, Casanare, Guaviare,Cundinamarca, Bogotá                          | Miguel Arroyave Luis Hernando Méndez Bedoya ‘René’ o ‘René Cárdenas Galeano’                                                 | 2005                 | 1.135           |
| Autodefensas Campesinas de Córdoba y Urabá (ACCU)  | Bloque Capital Frentes Tequendama y Sumapaz.                                     | Cundinamarca, Bogotá                                                   | Miguel Arroyave | 2005                 |                 |
| Autodefensas Campesinas de Córdoba y Urabá (ACCU)  | Bloque Calima Frentes: Ortega,Quimbaya, y Occidente.                             | Valle del Cauca, Cauca Huila Quíndio                                   | Ever Veloza HH Elkin Casarrubias Posada 'El Cura' Juan Mauricio Aristizabal 'Don Alex'                                       | 2004                 |                 |
| Autodefensas Campesinas de Córdoba y Urabá (ACCU)  | Bloque Córdoba                                                                   | Córdoba                                                                | Carlos Castaño y Salvatore Mancuso                                                                                           | 2005                 |                 |
| Autodefensas Campesinas de Córdoba y Urabá (ACCU)  | Bloque Héroes de Granada                                                         | Antioquia                                                              | John Santamaría | 2005                 | 2.033           |
| Autodefensas Campesinas de Córdoba y Urabá (ACCU)  | Frente Héroes de Tolova                                                          | Córdoba                                                                | Diego Fernando Murillo Don Berna                                                                                             | 2005                 |                 |
| Autodefensas Campesinas de Córdoba y Urabá (ACCU)  | Bloque Metro                                                                     | Antioquia.                                                             | Carlos Mauricio García Doble Cero o Rodrigo                                                                                  |                      |                 |
| Autodefensas Campesinas de Córdoba y Urabá (ACCU)  | Bloque Mineros                                                                   | Antioquia.                                                             | Ramiro Vanoy alias Cuco Vanoy Roberto Arturo Porras alias La zorra                                                           | 2006                 | 2.790           |
| Autodefensas Campesinas de Córdoba y Urabá (ACCU)  | Bloque Norte: Frente La Gabarra Autodefensas de Santander y sur del Cesar        | Magdalena, Atlántico, Bolívar, César Sucre,Córdoba, Norte de Santander | Fernando Dávila; Francisco Tabares Juancho Prada                                                                             | 2006                 | 2.215           |
| Autodefensas Campesinas de Córdoba y Urabá (ACCU)  | Bloque Héroes de los Montes de María Frente Golfo de Morrosquillo                | Sucre y Bolivar                                                        | Edward Cobos Téllez, Diego Vecino Rodrigo Mercado Pelufo, Cadena Marco Tulio Pérez Guzmán, El Oso                            | 2005                 | 5.879           |
| Autodefensas Campesinas de Córdoba y Urabá (ACCU)  | Bloque Pacífico Frente Héroes del Chocó                                          | Chocó                                                                  | Diego Fernando Murillo Don Berna Ricardo Leal, Gabriel Galindo                                                               | 2006                 |                 |
| Autodefensas Campesinas de Córdoba y Urabá (ACCU)  | Bloque Suroeste Antioqueño                                                       | Antioquia.                                                             | René Suroes |                      |                 |
| Autodefensas Campesinas de Córdoba y Urabá (ACCU)  | Bloque Tolima                                                                    | Tolima                                                                 | Diego José Martínez Goyeneche, alias Daniel Daniel Roa, Rogelio Paz                                                          | 2005                 | 207             |
| Autodefensas Campesinas de Córdoba y Urabá (ACCU)  | Bloque Bananero                                                                  | Antioquia.                                                             | Ever Veloza HH | 2004                 | 453             |
| Autodefensas Campesinas de Córdoba y Urabá (ACCU)  | Bloque Noroccidente Antioqueño                                                   | Antioquia.                                                             | Luis Arnulfo Tuberquia, alias 'Memin'                                                                                        |                      |                 |
| Autodefensas Campesinas de Córdoba y Urabá (ACCU)  | Bloque Sinú y San Jorge                                                          | Córdoba                                                                | Jairo Andrés Angarita |                      |                 |
| Autodefensas Campesinas de Córdoba y Urabá (ACCU)  | Frente Contrainsurgencia Wayuu                                                   | La Guajira                                                             | |                      |                 |
| Autodefensas Campesinas de Córdoba y Urabá (ACCU)  | Frente Héctor Julio Peinado Becerra                                              |                                                                        | |                      |                 |
| Autodefensas Campesinas de Córdoba y Urabá (ACCU)  | Frente La Mojana                                                                 |                                                                        | |                      |                 |
| Autodefensas Campesinas de Córdoba y Urabá (ACCU)  | Frente Resistencia Tayrona                                                       | Magdalena                                                              | Hernán Giraldo Serna | 2006                 | 1.166           |
| Bloque Central Bolívar (BCB)                       |                                                                                  | Bolívar, Santander, , Caldas, Quindío, Risaralda.                      | Carlos Mario Jiménez Macaco, Iván Roberto Duque Ernesto Báez, Rodrigo Pérez Álzate Julián Bolívar Sebastián Colmenares       | 2005                 | 2.523           |
| Bloque Central Bolívar (BCB)                       | Bloque Libertadores del Sur                                                      | Nariño                                                                 | Guillermo Pérez Alzate Pablo Sevillano                                                                                       | 2005                 |                 |
| Bloque Central Bolívar (BCB)                       | Frente Santa Rosa del Sur                                                        |                                                                        | |                      |                 |
| Bloque Central Bolívar (BCB)                       | Bloque Sur del Putumayo                                                          | Putumayo                                                               | Rafael Mesa |                      |                 |
| Bloque Central Bolívar (BCB)                       | Bloque Vencedores de Arauca                                                      | Arauca                                                                 | Rafael Mesa, Delio Lozano |                      |                 |
| Bloque Central Bolívar (BCB)                       | Frente Cacique Pipintá                                                           | Caldas                                                                 | Alias Mi rey Pablo Hernán Sierra Alberto Guerrero                                                                            | 2007                 |                 |
| Bloque Central Bolívar (BCB)                       | Frente Héroes y Mártires de Guática                                              |                                                                        | |                      |                 |
| Bloque Central Bolívar (BCB)                       | Frente Vichada                                                                   | Vichada                                                                | |                      |                 |
| Bloque Central Bolívar (BCB)                       | Frentes Próceres del Caguán, Héroes de los Andaquíes y Héroes de Florencia (FPC) | Caquetá                                                                | |                      |                 |
| Bloque Central Bolívar (BCB)                       | Frente internacional José Antonio Páez                                           | Frontera con Venezuela                                                 | Gustavo Alarcón |                      |                 |
| Autodefensas Campesinas del Magdalena Medio (ACMM) | Autodefensas Campesinas del Magdalena Medio                                      | Magdalena Medio Boyacá, Antioquia, Santander y Bolívar.                | Ramón Isaza | 2006                 |                 |
| Autodefensas Campesinas del Magdalena Medio (ACMM) | Autodefensas Campesinas de Puerto Boyacá                                         | Magdalena Medio Boyacense                                              | Víctor Rafael Triana Arias, Botalón* Expulsado de las AUC                                                                    | 2006                 |                 |
| Autodefensas Campesinas del Magdalena Medio (ACMM) | Autodefensas de Cundinamarca                                                     | Cundinamarca                                                           | Luis Eduardo Cifuentes, El Águila                                                                                            |                      |                 |
| Autodefensas Campesinas del Magdalena Medio (ACMM) | Bloque Héroes de Gualivá                                                         | Cundinamarca                                                           | Dorancé Murillo Jairo Chiquito                                                                                               | No se desmovilizaron |                 |
| Autodefensas Campesinas del Magdalena Medio (ACMM) | Frente José Celestino Mantilla                                                   | Cundinamarca                                                           | John Fredy Gallo Bedoya |                      |                 |
| Autodefensas Campesinas del Magdalena Medio (ACMM) | Frente Omar Isaza                                                                | Magdalena Medio                                                        | Walter Ochoa Guisao El Gurre o Miguel                                                                                        | 2006                 | 990             |
| Autodefensas Campesinas del Magdalena Medio (ACMM) | Frente 'Isaza Héroes del Prodigio                                                |                                                                        | Oliverio Isaza Gómez |                      |                 |
| Autodefensas Campesinas del Magdalena Medio (ACMM) | Frente 'José Luis Zuluaga'                                                       |                                                                        | Luis Eduardo Zuluaga Arcila                                                                                                  |                      |                 |
| Bloque Elmer Cárdenas de las AUC                   |                                                                                  | Chocó, Antioquia, Córdoba. Boyacá.                                     | Freddy Rendón Herrera,alias El Alemán                                                                                        | 2006                 | 1.500           |

## Estructuras paramilitares independientes de las AUC
| Estructura principal       | Divisiones                                 | Zona de actividades | Comandantes                          | Desmovilización | Efectivos |
| -------------------------- | ------------------------------------------ | ------------------- | ------------------------------------ | --------------- | --------- |
| Alianza Oriente            | Autodefensas Campesinas del Meta y Vichada | Meta y Vichada      | Guillermo Torres                     | 2006            |           |
| Alianza Oriente            | Autodefensas Campesinas del Casanare       | Casanare            | Héctor Germán Buitrago Martín Llanos | 2006            |           |
| Alianza Oriente            | Frente Héroes del Guaviare                 | Guaviare            | Pedro Oliviero Guerrero Castillo     | 2006            |           |
| Alianza Oriente            | Frente Héroes de los Llanos                | Meta                | Manuel de Jesús Piraban              | 2006            |           |
| Estructuras Independientes | Autodefensas de Ortega (Cauca)             | Cauca               |                                      |                 |           |
| Estructuras Independientes | Autodefensas Campesinas de Sevilla         | Valle del Cauca     |                                      |                 |           |